# 1981 QB
4596 1981 QB eller 1981 QB är en asteroid i huvudbältet som upptäcktes den 28 augusti 1981 av den amerikanska astronomen Charles T. Kowal vid Palomar-observatoriet.
Den tillhör asteroidgruppen Amor.